# Euphorbia ampliphylla
Euphorbia ampliphylla es una especie perteneciente al género Euphorbia, en la familia de las euforbiáceas.

## Descripción
Planta suculenta de porte arbóreo que alcanza de 10 a 30 m de altura. Las ramificaciones surgen de forma irregular a lo largo del tronco principal (que puede medir hasta 90 cm de diámetro), están formadas por tallos aplanados, con 3 aristas de márgenes sinuosos del borde de los cuales surgen las hojas de forma espatulada que van cayendo a medida que crecen las ramas, conservándose únicamente en el ápice de estas. Las pequeñas inflorescencias unisexuales llamadas ciatos son exclusivas del género Euphorbia.

## Distribución y hábitat
Es endémica de Etiopía, Uganda, Kenia, Tanzania, Zambia y Malaui. Crece en zonas montañosas de clima tropical, en lugares bien drenados, en laderas rocosas de bosques húmedos de hoja perenne, a menudo después de aclarados forestales junto con Podocarpus latifolius y Olea capensis a 1200 - 2700 m s. n. m.

## Taxonomía
Euphorbia ampliphylla fue descrito por Ferdinand Albin Pax y publicado en Annuario Reale Ist. Bot. Roma 6: 186 1897.
Etimología
Euphorbia: nombre genérico que deriva del médico griego del rey Juba II de Mauritania (52 a 50 a. C. - 23), Euphorbus, en su honor – o en alusión a su gran vientre – ya que usaba médicamente Euphorbia resinifera. En 1753 Carlos Linneo asignó el nombre a todo el género.
ampliphylla: epíteto latino que significa "gran hoja".
sinonimia
- Euphorbia menelikii Pax (1907)
- Euphorbia sancta Pax (1907)
- Euphorbia abyssinica auct.
- Euphorbia obovalifolia auct.
- Euphorbia winkleri Pax[4][5][6][7]